# Ghugus
Ghugus (também Ghusgus) é uma vila no distrito de Chandrapur, no estado indiano de Maharashtra.

## Geografia
Ghugus está localizada a 19° 56′ N, 79° 08′ L. Tem uma altitude média de 189 metros (620 pés).

## Demografia
Segundo o censo de 2001, Ghugus tinha uma população de 29,921 habitantes. Os indivíduos do sexo masculino constituem 52% da população e os do sexo feminino 48%. Ghugus tem uma taxa de literacia de 73%, superior à média nacional de 59.5%: a literacia no sexo masculino é de 79% e no sexo feminino é de 67%. Em Ghugus, 13% da população está abaixo dos 6 anos de idade.